# محمدرضا اخلاق‌پسند
محمدرضا اخلاق‌پسند (زادهٔ ۲۱ آذر ۱۳۵۷ در رشت) که با نام شاهین اخلاق‌پسند هم شناخته میشود یک پینگ پونگ‌ باز اهل ایران است.او در المپیک ۲۰۰۴ آتن حضور داشته است.